# Броніслав Залеський

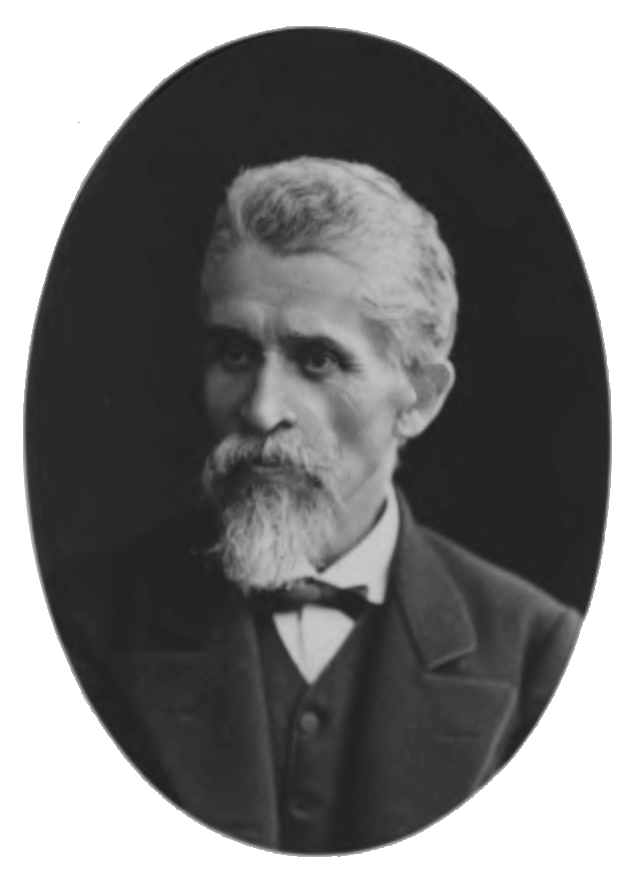
Броніслав Залеський, 1875 (?).

Бронісла́в Фра́нцович Зале́ський (пол. Bronisław Zaleski; біл. Браніслаў Францавіч Залескі; *21 червня 1819 або 1820, Визна, Мінська губернія; нині Червона Слобода Солігорського району Мінської області — 2 січня 1880, Ментона) — польський і білоруський громадський діяч, журналіст, видавець, історик і художник.

## Біографія
Броніслав Залеський народився в шляхетській сім'ї. Здобув домашню освіту, пройшов курс гімназії. У 1837 році вступив до Дерптського (Тартуського) університету. Наступного року за участь у гуртку польських студентів, пов'язаному з конспіративною організацією Шимона Конарського, був виключений і заарештований.
Після двох років ув'язнення Залеського заслали до Чернігова. У 1842-му він закінчив Харківський університет. Заслання тривало до 1845 року.

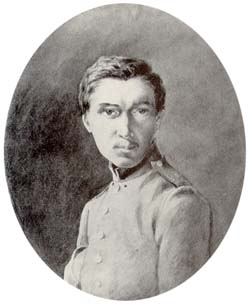
Броніслав Залеський, 1850.

Відбувши кару, оселився у Вільні й налагодив зв'язок з учасниками польського визвольного руху. В 1846 Залеського заарештували вдруге й після слідства послали служити рядовим в Окремому Оренбурзькому корпусі. З 1848 по 1856 він служив у другому (Оренбург), четвертому (Ак-Мечеть), сьомому (Златоуст) і дев'ятому (Богословський завод) лінійних батальйонах. Тут Залеський подружився із засланцями Зиґмунтом Сєраковським та Олексієм Плещеєвим. З Тарасом Шевченком познайомився і заприятелював у листопаді 1849 року в Оренбурзі. Як художник Залеський був прикомандирований допомагати Шевченкові завершувати малюнки, що їх поет виконав під час Аральської описової експедиції. У 1851 році вони разом із Людвіком Турном узяли участь у Каратауській експедиції Олександра Антипова. У цей час український митець намалював Залеського на картині «Шевченко серед товаришів». У цій експедиції вони удвох понад три місяці жили в одному наметі. Згодом «за відмінно ретельну службу» Залеський дістав звання унтер-офіцера. У 1853 році, відзначившись під Ак-Мечеттю, він став офіцером, а 12 червня 1856 року звільнився зі служби в другому лінійному батальйоні, маючи звання прапорщика. З 1853-го тривало листування друзів. Збереглося шістнадцять листів Шевченка до Залеського і одинадцять — Залеського до Шевченка. Шевченко надсилав Залеському свої малюнки, і той, бажаючи матеріально допомогти поетові, продавав їх. Востаннє вони зустрілися 1859 року, коли Залеський у службових справах приїхав до Петербурга. Примітки Залеського до листів Шевченка у 1890-му опублікував Іван Франко.
Повернувшись у Мінську губернію, Броніслав Залеський мешкав у родовому маєтку Рачкевичі під Слуцьком, у Барановичах і Гродні, служив у редакційних комісіях (у Мінську та Москві), що провадили підготовчу роботу для селянської реформи 1861 року. У 1860 році він дістав закордонну відпустку й уже не повернувся в Росію. Жив у Дрездені, Римі та Парижі.
За кордоном Залеський підтримував зв'язок з революційними організаціями. Зокрема, у 1863 році допомагав закупити зброю для учасників польського визвольного повстання 1863–1864 років. Упродовж багатьох років співпрацював з польською емігрантською пресою, здобув популярність як історик і художник. З 1866 року він був секретар Історико-літературного товариства (пол. Towarzystwo Historyczno-Literackie) і редактор «Анналів Історико-літературного товариства» (пол. Rocznik Towarzystwa Historyczno-Literackiego). Цього ж року Залеський видав книжку Wygnańcy polscy w Orenburgu («Польські засланці в Оренбурзі»).
У 1868 Залеський став директором Польської бібліотеки в Парижі. Був член Академії знань (попередниці Польської академії наук), автор і видавець біографічних та мемуарних робіт, присвячених Адамові Єжи Чарторийському, Єронімові Кайсевичу та Людвіку Орпішевському. 1865 року видав у Парижі альбом «Життя киргизьких степів» французькою мовою. У цьому виданні він відтворив кілька малюнків Шевченка.
Залеський належав до членів польського політичного салону «Отель Ламбер» у Парижі, був другом Ципріана Каміля Норвіда.
Помер від туберкульозу в Ментоні.

## Митецькі твори Залеського

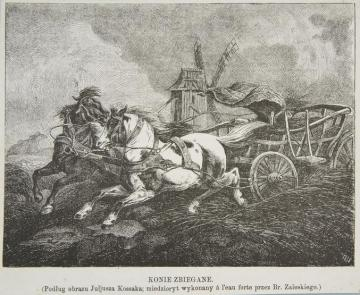
«Понесли коні» — за картиною Юлія Коссака. Малюнок, друга половина ХІХ століття, Краківський національний музей.
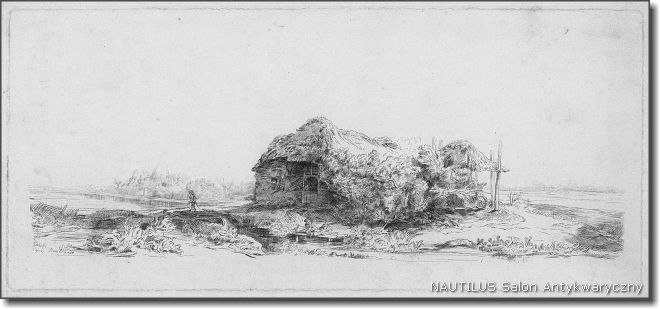
«Пейзаж із будинком» — за картиною Рембрандта. Аквафорт, після 1863 року.
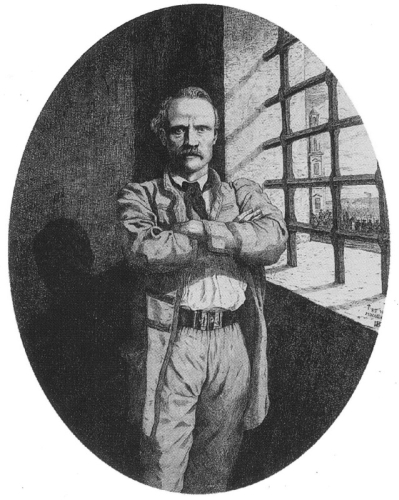
Зиґмунт Сєраковський у в'язниці, Малюнок, 1863 рік.
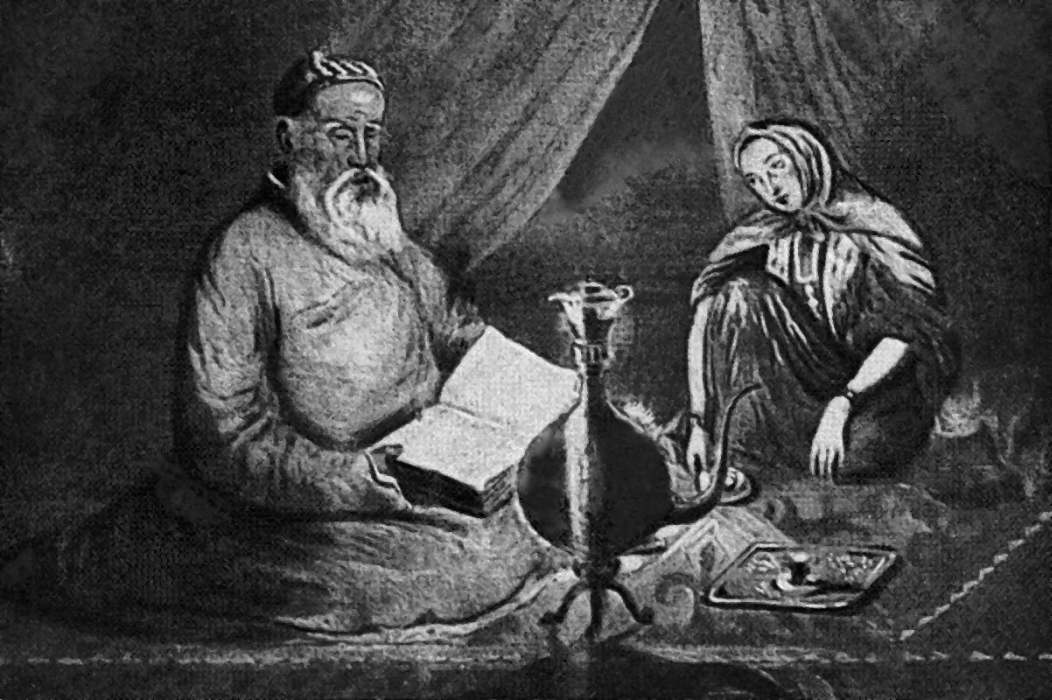
«В юрті». Ілюстрація в книжці «Життя киргизьких степів».